# エジプトのジュリアス・シーザー
『エジプトのジュリアス・シーザー』または『エジプトのジューリオ・チェーザレ』（伊: Giulio Cesare in Egitto）HWV 17は、ゲオルク・フリードリヒ・ヘンデルが1723年から1724年にかけて作曲したオペラ。単に『ジュリアス・シーザー』（あるいは『ジューリオ・チェーザレ』）ともいう。

## 概説
ローマの将軍シーザー（チェーザレ）が紀元前47年にエジプト遠征を行った際の、エジプト女王クレオパトラや国王プトレマイオス13世（トロメーオ）とのかかわりをめぐる物語。華やかで勇壮な音楽が多く、現在でも欧米での上演の頻度はヘンデルのオペラの中で最も高い。
HWVはニコラ・フランチェスコ・ハイムによる。初演は1724年2月20日、ロンドンのヘイマーケット国王劇場で行われた。
演奏時間は、カットなしで第1幕90分、第2幕70分、第3幕60分の合計約3時間40分。

## 配役
- ジューリオ・チェーザレ（アルトカストラート）- ローマの将軍、ジュリアス・シーザー。
- クーリオ（バス）‐ シーザーの副官。ガイウス・スクリボニウス・クリオ。
- クレオパトラ（ソプラノ）- エジプト女王。
- コルネーリア（コントラルト）- シーザーの政敵、ポンペイウス（ポンペーオ）の妻。
- セスト（ソプラノ）- ポンペイウスの息子、セクストゥス・ポンペイウス。
- トロメーオ（アルトカストラート）- エジプト王。クレオパトラの弟。
- アキッラ（バリトン）- エジプトの将軍。トロメーオ王に仕える。
- ニレーノ（アルトカストラート）- クレオパトラの従者。

## 楽器編成
リコーダー、オーボエ2、ホルン4、弦5部、ヴィオラ・ダ・ガンバ、テオルボ、ハープ、通奏低音（チェンバロ、ファゴット）

## 演奏時間
カット無しで約3時間半（各幕80分、70分、60分）

## あらすじ

### 第1幕
アレクサンドリア近郊ナイル川に架かる橋
ローマの将軍シーザーは、政敵のポンペイウスとの戦闘に勝利すると、逃走したポンペイウスを追ってエジプトにやって来た。エジプト人たちが合唱でそれを迎える。ポンペイウスの妻コルネーリアとその息子セストがシーザーのもとに現れ和平を申し出たので、シーザーはそれを承諾する。そこにエジプトの将軍アキッラがエジプト国王トロメーオからの貢物としてポンペイウスの首を差し出した。シーザーは嫌悪を覚えてアキッラを追い返す。コルネーリアはセストの剣を奪い夫の後を追おうとするが、シーザーの副官クーリオに止められ深く嘆く。悲嘆する母の姿を見てセストは父を殺したトロメーオへの復讐を誓う。
エジプト王宮内のクレオパトラの私室
トロメーオの姉でエジプトの共同統治者であるクレオパトラは真の女王になることを夢見ている。そこに従者のニレーノが現れ、シーザーとアキッラのやりとりを報告する。クレオパトラは自らの魅力でシーザーを籠絡し、その助けでエジプトの女王になろうと画策する。トロメーオが現れクレオパトラを牽制するが、反対に彼女から嘲弄される。残されたトロメーオのもとにアキッラが現れ、シーザーがトロメーオを非難していたと告げ、シーザー暗殺を提案し、成功の報酬にコルネーリアとの結婚を持ち出す。
ローマ軍の陣地
シーザーはポンペイウスの死を悼み、人生の無常に思いを馳せる。そこにクレオパトラが侍女リディアと偽って現れ、トロメーオへの不満を訴える。彼女の美貌に魅了されたシーザーは助力を約束する。コルネーリアが剣で自害しようとするが、セストに止められる。その様子を見たクレオパトラは2人の前に出てトロメーオを倒す協力を求め、ニレーノが手引きすると申し出る。
トロメーオの宮殿
トロメーオに招かれたシーザーは、暗にポンペイウス殺害を非難する。トロメーオはシーザー暗殺を心に誓いつつも、表面上は穏やかに接し、シーザーたちを王宮に案内する。アキッラがコルネーリアとセストをトロメーオの前に連れて来る。トロメーオはコルネーリアの美しさに見惚れるが、母子は彼を痛烈に非難する。アキッラはコルネーリアに自分の妻になれば母子とも自由にすると告げるが、コルネーリアは頑として受け入れない。衛兵たちが母子2人を引き離し、母子は嘆き合う。

### 第2幕
パルナッソス山の美しい森
シーザーがリディアとの逢い引きにやって来ると、美しい調べが響きわたる。徳の女神に扮したクレオパトラが現れ、甘く美しい歌を歌う。クレオパトラの思惑通り、シーザーはリディアへの愛をいっそう募らせる。
後宮の庭
アキッラが泣いているコルネーリアに愛を語るが、コルネーリアは再度拒絶する。トロメーオが現れアキッラを下がらせると、彼もコルネーリアを口説きにかかるが、コルネーリアに求愛を撥ね付けられ、怒りと欲望を募らせる。コルネーリアは自害を試みるが、ニレーノの導きで後宮に入って来たセストに止められる。ニレーノはトロメーオが後宮で無防備の時をねらって殺してしまいなさいと言う。セストは復讐を誓い、トロメーオの元へと向かう。
喜びの庭
寝室でシーザーはクレオパトラと愛を語らう。そこにクーリオが駆け込み、エジプト人たちの襲撃を報告する。クレオパトラは自分の正体を明かし、襲撃者たちを鎮めに向かうが暴動を抑えられない。彼女はシーザーたちに逃げ道を教えるが、シーザーは武器を持って戦いに赴く。残されたクレオパトラはシーザーを案じて天に祈る。
後宮の一室
トロメーオが妾に囲まれながら、コルネーリアに夜の白衣を与える。セストがトロメーオに襲いかかるが、アキッラが現れ彼の剣を奪い取る。アキッラはシーザーが逃げる途中で海に飛び込み、クレオパトラもローマ軍のもとに逃げていったと報告し、約束の褒美としてコルネーリアを望む。しかしトロメーオは約束を拒否してローマ軍との戦いに向かう。セストは絶望して自殺を試みるが、コルネーリアはそれを止め、ローマ軍に加わって戦うようにと諭す。

### 第3幕
港に近い森
トロメーオの態度に怒ったアキッラはクレオパトラに寝返る決心をする。クレオパトラの軍勢がトロメーオの軍勢に敗れ、クレオパトラは捕らえられる。クレオパトラが連行された後、海を泳いできたシーザーが現れる。セストとニレーノが通りがかり、瀕死のアキッラを見つける。アキッラは王に裏切られ死ぬ身であるからと言って、将軍の印をセストに渡し、軍を率いて王に復讐して欲しいと言い残して死ぬ。シーザーは2人の前に現れ、セストの手から印章を受け取ると再度戦いに赴く。セストも希望を取り戻し奮い立つ。
クレオパトラの部屋
兵士に取り囲まれたクレオパトラは死を覚悟している。そこへシーザーが兵を率いて彼女を救いに現れ、クレオパトラは喜ぶ。
王宮
トロメーオがコルネーリアに言い寄っていると、セストが現れてトロメーオを殺し復讐を成し遂げる。コルネーリアは息子の勇敢さを称える。
アレクサンドリアの港
勝利を収めたシーザーはクレオパトラとともに人々の前に姿を現す。セストがトロメーオの死を報告し、シーザーへの忠誠を誓う。クレオパトラはトロメーオの王冠をシーザーに渡す。しかしシーザーはクレオパトラこそエジプトの女王であると言って王冠をクレオパトラに返す。一同の歓喜の声で幕となる。

## 録音
- フェルディナント・ライトナー指揮ミュンヘン・フィルハーモニー管弦楽団（1965年）- ドイツ語訳による上演
- マルチェッロ・パンニ指揮プロ・アルテ・バッサーノ管弦楽団（1989年）
- ルネ・ヤーコプス指揮コンチェルト・ケルン（1991年）
- ウィリアム・クリスティ指揮エイジ・オブ・インライトゥメント管弦楽団（2005年）- グラインドボーン音楽祭でのライブ映像